# Секст Юлій Цезар (претор 123 року до н. е.)
Секст Юлій Цезар (*Sextus Julius Caesar, прибл. 163 до н. е. —після 123 до н. е.) — політичний діяч Римської республіки.

## Життєпис
Походив з патрциіанського роду Юліїв. Син Секста Цезаря, консула 157 року до н. е.
У 129 році до н. е. обіймав посаду монетарія. У 123 році до н. е. стає міським претором. Згідно з постановою сенату доповів колегії понтифіків про присвячення вівтаря, яке весталка Ліцинія здійснила без постанови народу. Відмовився надати позов про порушення договору проти спадкоємця. Подальша доля не відома.